# Aspidiotus
Genre
Aspidiotus est un genre d'insectes hémiptères de la super-famille des cochenilles.

## Liste d'espèces
Selon BioLib (14 octobre 2024) :
- Aspidiotus cryptomeriae Kuwana, 1902
- Aspidiotus destructor Signoret, 1869 — Cochenille du cocotier
- Aspidiotus elaeidis Marchal, 1909
- Aspidiotus gymnosporiae Lindinger, 1911
- Aspidiotus hedericola Leonardi, 1920
- Aspidiotus juglandis Colvée, 1881
- Aspidiotus kennedyae Boisduval, 1867
- Aspidiotus ligusticus Leonardi, 1918
- Aspidiotus maderensis Lindinger, 1912
- Aspidiotus myoporii Lidgett, 1898
- Aspidiotus nerii Bouché, 1833 — Cochenille du laurier-rose
- Aspidiotus potos Takagi, 1969
- Aspidiotus queenslandicus Brimblecombe, 1959
- Aspidiotus selangorensis Hall and Williams, 1962
- Aspidiotus serrata Froggatt, 1914
- Aspidiotus spurcatus Signoret, 1869
- Aspidiotus tafiranus Lindinger, 1912

Selon Catalogue of Life (7 juillet 2014) :
- Aspidiotus anningensis
- Aspidiotus artus
- Aspidiotus atomarius
- Aspidiotus atripileus
- Aspidiotus beilschmiediae
- Aspidiotus brachystegiae
- Aspidiotus capensis
- Aspidiotus cerasi
- Aspidiotus chamaeropsis
- Aspidiotus chinensis
- Aspidiotus circularis
- Aspidiotus cochereaui
- Aspidiotus combreti
- Aspidiotus comorensis
- Aspidiotus comperei
- Aspidiotus congolensis
- Aspidiotus coryphae
- Aspidiotus crenulatus
- Aspidiotus cryptomeriae
- Aspidiotus cymbidii
- Aspidiotus dallonii
- Aspidiotus destructor Signoret, 1869 — Cochenille du cocotier
- Aspidiotus elaeidis
- Aspidiotus excisus
- Aspidiotus fularum
- Aspidiotus furcraeicola
- Aspidiotus gymnosporiae
- Aspidiotus hedericola
- Aspidiotus hoyae
- Aspidiotus japonicus
- Aspidiotus juglandis
- Aspidiotus kellyi
- Aspidiotus kennedyae
- Aspidiotus ligusticus
- Aspidiotus macfarlanei
- Aspidiotus maddisoni
- Aspidiotus madecassus
- Aspidiotus maderensis
- Aspidiotus marisci
- Aspidiotus minutus
- Aspidiotus moreirai
- Aspidiotus msolonus
- Aspidiotus musae
- Aspidiotus myoporii
- Aspidiotus myrthi
- Aspidiotus nerii Bouché, 1833 — Cochenille du laurier-rose
- Aspidiotus niger
- Aspidiotus ophiopogonus
- Aspidiotus pacificus
- Aspidiotus palmarum
- Aspidiotus pandani
- Aspidiotus paolii
- Aspidiotus philippinensis
- Aspidiotus phormii
- Aspidiotus populi
- Aspidiotus pothos
- Aspidiotus putearius
- Aspidiotus queenslandicus
- Aspidiotus remaudierei
- Aspidiotus rigidus
- Aspidiotus riverae
- Aspidiotus ruandensis
- Aspidiotus saliceti
- Aspidiotus selangorensis Hall and Williams, 1962
- Aspidiotus serratus
- Aspidiotus simulans
- Aspidiotus sinensis
- Aspidiotus spurcatus
- Aspidiotus symplocos
- Aspidiotus tafiranus
- Aspidiotus tangfangtehi
- Aspidiotus taraxacus
- Aspidiotus targionii
- Aspidiotus taverdeti
- Aspidiotus tiliae
- Aspidiotus tridentifer
- Aspidiotus undulatus
- Aspidiotus varians
- Aspidiotus vernoniae
- Aspidiotus watanabei
- Aspidiotus zizyphi